# Dániel Gyurta
Dániel Gyurta [ˈdaːniɛl ˈɟurtɒ] (* 4. Mai 1989 in Budapest) ist ein ungarischer Schwimmer.

## Werdegang
Der ungarische Brustschwimmer Gyurta zählte bei den Olympischen Spielen 2004 in Athen zu den sensationellsten Medaillengewinnern. Er wurde über 200 m Brust der jüngste Medaillengewinner im Schwimmen bei den Olympischen Spielen. Der 15-jährige Ungar gewann hinter dem Japaner Kōsuke Kitajima die Silbermedaille noch vor dem US-amerikanischen aktuellen Weltrekordler Brendan Hansen.
Gyurtas Schwimmstil ist geprägt von Zurückhaltung über die ersten 150 m, um dann aus hinterer Position noch mit einem fulminanten Endspurt auf der letzten 50-m-Bahn für eine Entscheidung zu sorgen. In diesem Stil rang er den Amerikaner nieder. Der Ausnahmeschwimmer aus Japan war jedoch außer Reichweite für ihn.
Daniel Gyurta wurde am 31. Juli 2009 bei den Schwimmweltmeisterschaften in Rom Weltmeister über 200 Meter Brust in Europarekordzeit von 02:07,64 Minuten.
Bei den Kurzbahneuropameisterschaften 2009 gewann er über 200 Meter Brust die Gold- und über 100 Meter Brust die Silbermedaille.
Seinen bisher größten Erfolg errang Gyurta bei den Olympischen Spielen 2012 in London, wo er in Weltrekordzeit von 2:07,28 Minuten über 200 Meter Brust Olympiasieger wurde. Diese Bestmarke wurde bereits im September vom Japaner Takihiro Yamaguchi um 0,27 s unterboten. Eine Replik seiner Goldmedaille vermachte Gyurta den Eltern seines wenige Monate zuvor verstorbenen norwegischen Konkurrenten Alexander Dale Oen.
Bei den Kurzbahnweltmeisterschaften 2012 im Dezember des Jahres in Istanbul stieg er neuerlich aufs Siegerpodest (2:01,35 Minuten).
Seit 2016 ist er Mitglied im Internationalen Olympischen Komitee. 2024 wurde Gyurta in die International Swimming Hall of Fame aufgenommen.

## Rekorde
| Weltrekorde (1) | Weltrekorde (1) | Weltrekorde (1) | Weltrekorde (1) |
| --------------- | --------------- | --------------- | --------------- |
| 200 m Brust     | 02:07,28 min    | 1. August 2012  | London          |